# Karl Heeremans
Pour les articles homonymes, voir Heeremans.
 (août 2024).
Si vous disposez d'ouvrages ou d'articles de référence ou si vous connaissez des sites web de qualité traitant du thème abordé ici, merci de compléter l'article en donnant les références utiles à sa vérifiabilité et en les liant à la section « Notes et références ».
 (août 2024).
Karl Heeremans, né le 1er juin 1937 à Liedekerke et mort le 12 avril 2010, est un artiste-peintre belge aux normes très personnelles de couleurs et de formes[En quoi ?]. Les révolutions en art de Picasso à Kandinsky n'étant plus, ceci est un art moderne, fin XXe siècle[incompréhensible]. Son œuvre pourrait avoir comme définition : une tendance surréelle magique et une forme cubiste sous-jacente enveloppées dans une palette de couleurs raffinées[Interprétation personnelle ?].

## Biographie
Karl Heeremans suit des études privées de dessin et de peinture par divers professeurs d'académie et humanités gréco-latines entre 1945-1955.
En 1957, Il commence des études d'histoire de l'art et de musicologie à l'université catholique de Louvain puis il étudie à l'académie de Düsseldorf avec, entre autres, Ewald Mataré comme professeur en 1959. En 1960, Antoni Clavé l'accueille dans son atelier parisien. Il se lie d'amitié avec Paul Guiramand, Paul Aïzpiri ou Rufino Tamayo. Il rencontre Marc Chagall et Pablo Picasso. L'expressionniste flamand Albert Saverys lui donne des conseils pendant trois ans. En 1964, il reçoit le prix de la Ville de Namur. De 1965 à 1967, il est distingué par le prix Olivetti en Italie et par le prix de Knokke. Il achève avec succès ses études universitaires de médecine. Le Grand Prix International de Deauville lui est remis en 1968 par André Malraux, ministre de la Culture.
En 1970, il reçoit des distinctions à Cannes et à Renaix. Il est honoré du prix belge Anto Carte en 1976 des mains d'Emile Langui (nl).
En 1978, pour ses 40 ans, on lui offre déjà une rétrospective de 80 œuvres dans l'ensemble gothique du musée Oud Hospitaal à Alost. En 1984, l'artiste ouvre un aperçu de ses œuvres sur un seul thème dans l'hôtel de ville de Liedekerke. De 1992 à 1993, il peint une fresque en blanc et noir pour une grande chapelle renouvelée à Liedekerke. On l'honore en 1992 avec un ensemble rétrospectif de ses créations au centre culturel de Ternat, inauguration par le ministre de la culture du gouvernement flamand. 

## Expositions
- Museum Oud-Hospitaal, Alost
- Musée Municipal de la Biënale, Amiens
- De Sfinx, Italiaander[Quoi ?], Amsterdam
- Galleria della Biënale, Ancône
- Mercator, De braeckeleer[Quoi ?], Anvers
- Oustaou de Baumanière, Les Baux-de-Provence
- Boudewijnpark, Bruges
- Palais des Beaux-Arts, Bruxelles
- Carlton, Cannes
- Centre international, Deauville
- Kabinett Karl Vonderbank, Francfort-sur-le-Main
- Vyncke - Van Eyck[Quoi ?], Gand
- Greenhouse, Kluisbergen
- La Réserve, Knokke-Heist
- La Vigie, Marseille
- Galerie Nova, Malines
- Pagani, Milan
- Taft Gallery, New York
- Palais de la Méditerranée, Nice
- Vallombreuse, Paris
- Cultureel Centrum, Ternat
- Centre culturel, Tournai
- Hôtel de ville, Versailles
- Geertrui, Termonde